# Monolithos
Monolithos (řecky Μονόλιθος) je vesnice v Řecku na ostrově Rhodos. Nachází se 10 km jihovýchodně od Apolakkie, 30 km od Prasonisi a 70 km od hlavního města ostrova Rhodu. Je součástí obecní jednotky Atavyros.

## Obyvatelstvo
Podle sčítání lidu v roce 2011 zde žilo 181 obyvatel.

## Hrad
Asi 1,5 km jihozápadně od obce je hrad, vybudovaný na vrcholu 100 metrů vysoké skály. Postavili ho původně Byzantinci, v roce 1467 jej rozšířili johanité a v letech 1480–1489 ho nechal zrestaurovat jejich velmistr Pierre d'Aubusson. Úlohou pevnosti bylo chránit ostrov před útoky. Nikdy nebyla dobyta. Na konci 20. století již zůstal hrad z velké části pobořen. Nabízí krásný výhled na moře a dva ostrovy. V jeho areálu stojí dvě dnes nepoužívané kaple. Přístup do pevnosti je možný po schodech vytesaných ve skále.

## Galerie

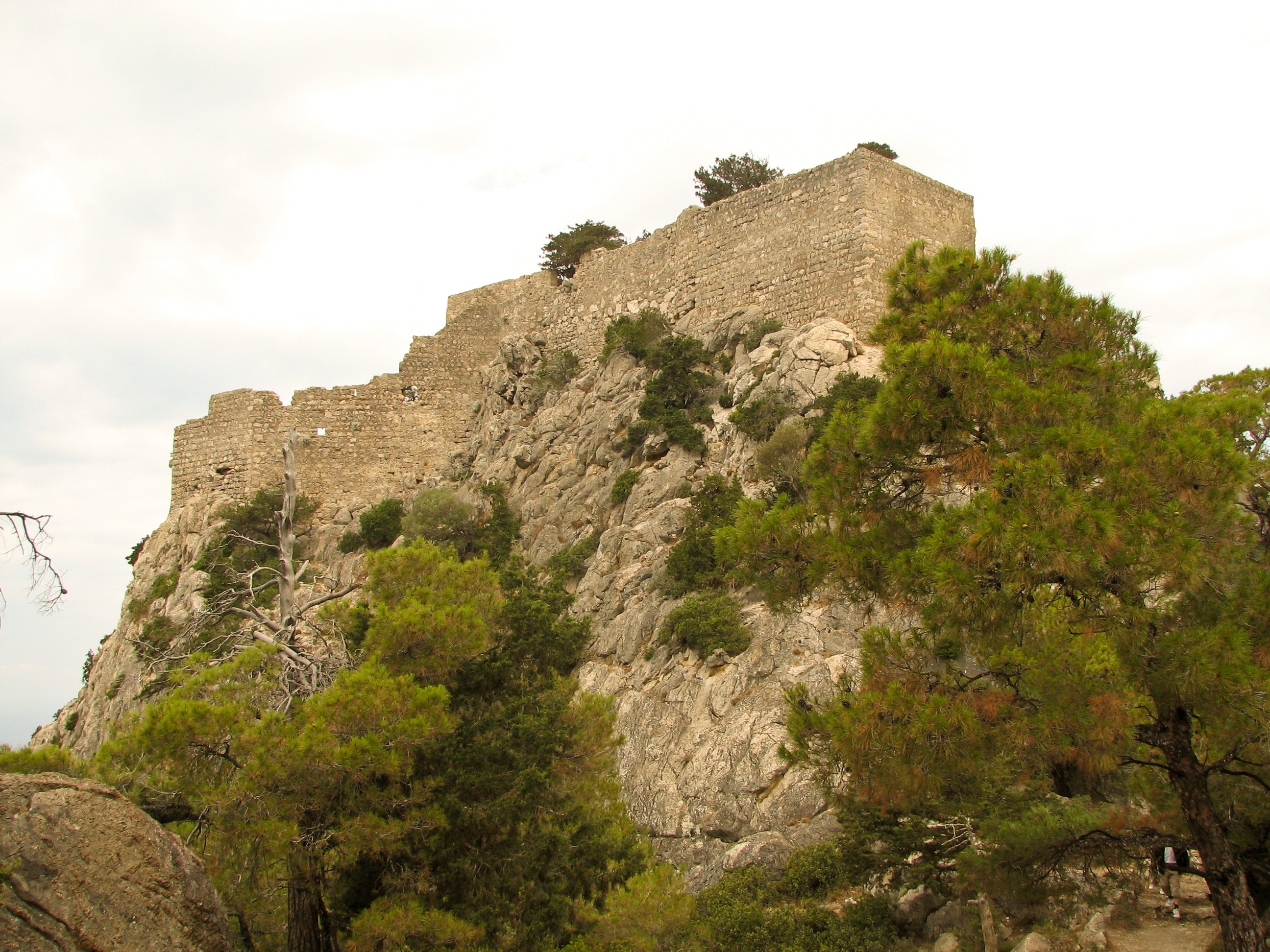
Ruiny hradu
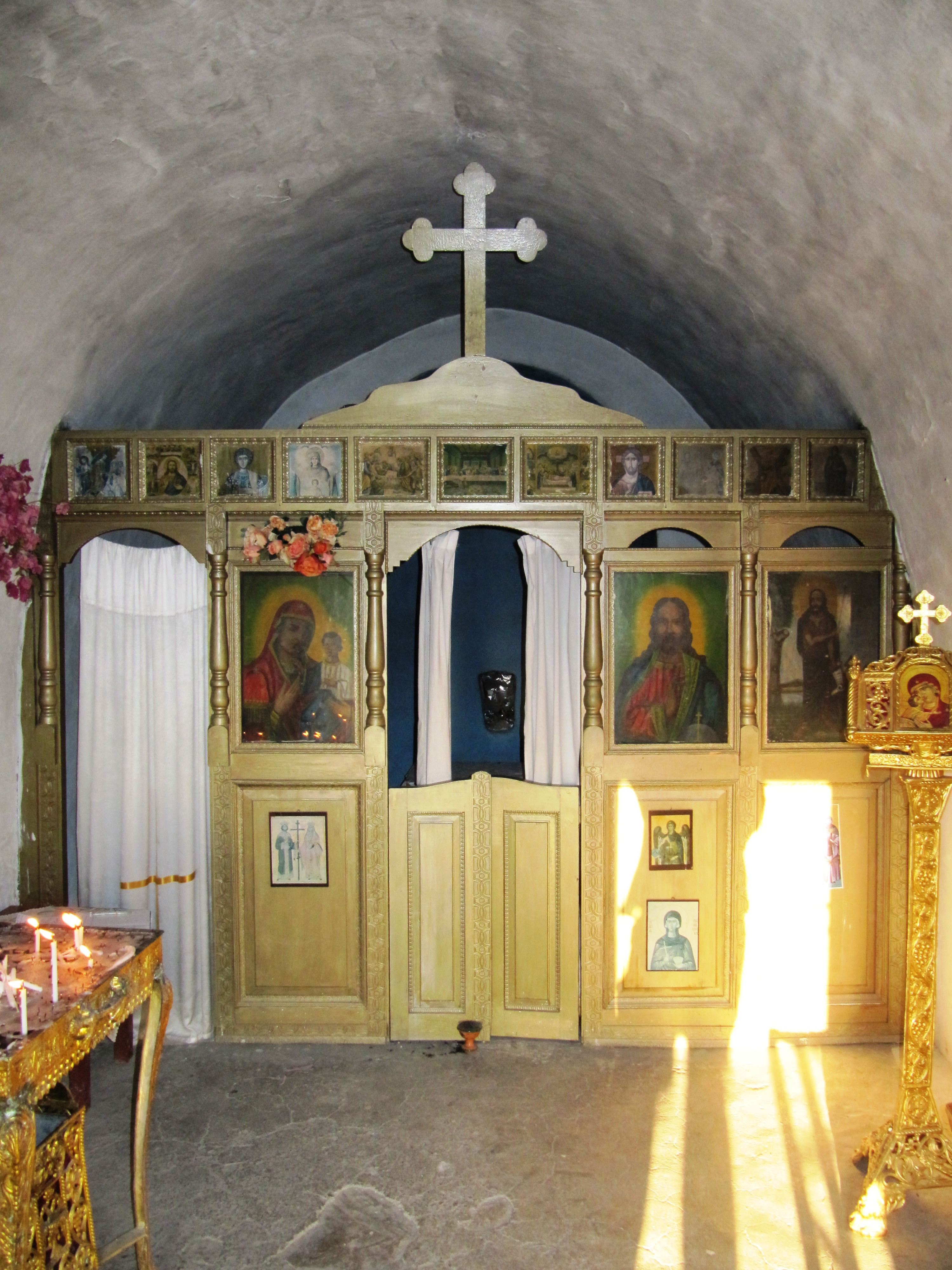
Řecký ortodoxní kostel na vrcholu pevnosti
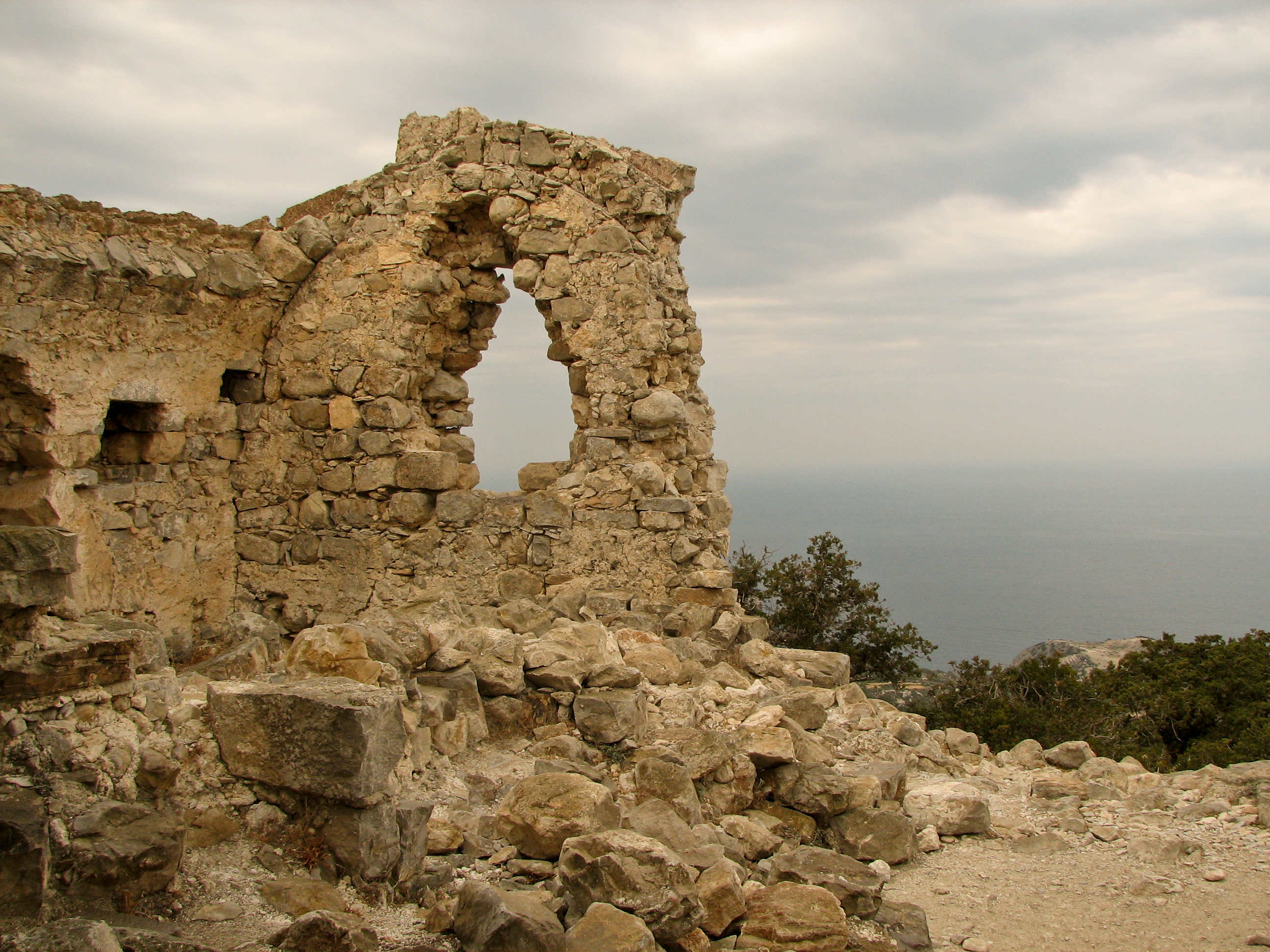
Ruiny hradu